# Thorsten Schäfer-Gümbel
Thorsten Schäfer-Gümbel (Oberstdorf, Baviera, 1 de octubre de 1969) es un político alemán.
Actualmente es miembro del Parlamento Regional Hesiano y candidato por el Partido Socialdemócrata de Alemania en las elecciones del ministro presidente en ese Bundesland que se celebraron el 18 de enero de 2009, compitiendo por el democristiano Roland Koch.